# ロイ・キャロル
ロイ・エリク・キャロル（Roy Eric Carroll, 1977年9月30日 - ）は、北アイルランド・エニスキレン出身の元サッカー選手。元北アイルランド代表。現役時代のポジションはゴールキーパー。

## 経歴

### クラブ
1995年にハル・シティAFCでプロデビュー。1997年に当時クラブ史上最高額の移籍金35万ポンドでウィガン・アスレティックFCへ移籍。1999-2000シーズンはリーグ戦26試合無敗記録に貢献し、プロ選手の投票によるフットボールリーグ1（実質3部）のベストGKに選出された。2000-01シーズンはリーグ戦34試合中、13試合のクリーンシートを達成した。
その功績が認められ、2001年に名門・マンチェスター・ユナイテッドFCへ移籍。ユナイテッドではフランス代表でも正守護神を務めるファビアン・バルテズとアメリカ代表のティム・ハワードの控えを務めた。
2004-05シーズンも控えが濃厚とみられていたが、終始ハワードが不安定なパフォーマンスを見せ、キャロルが正守護神となり、シーズン終了後にハワードを移籍へ追いやる活躍を見せた。2005年1月4日のトッテナム・ホットスパーFC戦でファンブルしたボールが完全にゴールラインを割ってゴールに入ったが、そのボールをかき出しノーゴールとなった。
シーズン終了後、オランダ代表でも正GKを務めるエトヴィン・ファン・デル・サールがフラムFCから加入。出場機会を求めて、2005年6月17日にウェストハム・ユナイテッドFCに加入。同時期に加入したシャカ・ヒスロップとポジションを争ったが、同時に怪我に悩まされた。また2006-07シーズンに入るとロバート・グリーンの加入により出場機会には恵まれなかった。
2007年7月7日にスコットランドの名門・レンジャーズFCと1年契約。しかし、スコットランド代表のアラン・マクレガーの控えに回ることになり出番を失う。
2008年に入ると、ダービー・カウンティFCの練習に参加。そして、1月24日に半年間のレンタル移籍でダービーに加わり、シーズン途中より完全移籍となった。しかしながら、チームはシーズン通してわずか1勝しかできずチャンピオンシップに降格。自身もスティーヴン・バイウォーターにポジションを奪われ出場機会は次第に失われていった。
2009年8月17日にデンマークのオーデンセBKと3年契約を結び、完全移籍。2009-10シーズンは全盛期を取り戻す活躍を見せ、デンマークのベストGKに選出された。
2011年にギリシャのOFIクレタと2年契約を結び完全移籍したものの、2012年1月27日に同国の強豪オリンピアコスFCへ移籍。
2013-14シーズン限りでギリシャを去り、バルトシュ・ビャウコフスキの後釜としてフットボールリーグ1のノッツ・カウンティFCと1年契約を締結。ユナイテッド時代の同僚であったアラン・スミスと再びチームメイトとなる。ショーン・デリー監督から信頼を勝ち取り、出場機会を確保。2014-15シーズンは代表招集による1試合を除いた全試合でゴールマウスを守り、新たに1年契約を交わした。
2016年5月24日、嘗て代表で共にプレーしたデイヴィッド・ヒーリーが指揮官を務めるリンフィールドFCに1年契約で移籍することが発表された。その後FCマインドウェルに移った後、2021年1月にダンガノン・スウィフツFCに加入した。
2023年1月2日、バリナマラード・ユナイテッドFCで1試合だけ出場した後に現役を引退した。

### 代表
1997年5月21日のタイ戦で代表デビュー。代表では10年間で19試合に出場したが、マイク・テイラーの陰に隠れ、結局正GKになることなく2006年に一旦は代表引退を表明した。
2012年6月2日にオランダとの親善試合に招集され、6年ぶりに代表キャップを記録した。

## タイトル
ウィガン
- フットボールリーグトロフィー : 1998-99

マンチェスター・ユナイテッド
- プレミアリーグ : 2002-03
- FAコミュニティ・シールド : 2003
- FAカップ : 2003-04

オリンピアコス
- ギリシャ・スーパーリーグ : 2011-12, 2012-13, 2013-14
- ギリシャ・カップ : 2011-12, 2012-13

リンフィールド
- NIFLプレミアシップ : 2016-17, 2018-19
- アイリッシュカップ : 2016-17
- NIFLチャリティ・シールド : 2017